# Michael Robison
Pour les articles homonymes, voir Robison.
Michael Robison est un réalisateur et monteur canadien né le 29 août 1955 à Toronto (Canada).

## Filmographie

### comme réalisateur
- 1983 : Le Voyageur ("The Hitchhiker") (série TV)
- 1984 : Cap Danger ("Danger Bay") (série TV)
- 1987 : 21 Jump Street ("21 Jump Street") (série TV)
- 1990 : Mom PI (en) (série TV)
- 1990 : True Stories (série TV)
- 1990 : Le Ranch de l'espoir (en) (Neon Rider) (série TV)
- 1990 : Border Town
- 1991 : Vivre à Northwood ("Northwood") (série TV)
- 1991 : Un privé sous les tropiques ("Sweating Bullets") (série TV)
- 1992 : KidZone (série TV)
- 1995 : ReBoot (série TV)
- 1995 : Les disparues du pensionnat (Deadly Sins)
- 1995 : Au-delà du réel : L'aventure continue ("The Outer Limits") (série TV)
- 1997 : Fast Track ("Fast Track") (série TV)
- 1998 : Traque sur Internet ("The Net") (série TV)
- 2000 : Cœurs rebelles ("Higher Ground") (série TV)
- 2000 : Mysterious Ways (série TV)
- 2002 : Jeremiah ("Jeremiah") (série TV)
- 2002 : Dead Zone ("The Dead Zone") (série TV)
- 2003 : Peacemakers (série TV)
- 2003 : Missing : Disparus sans laisser de trace ("1-800-Missing") (série TV)
- 2004 : Touching Evil (série TV)
- 2004 : Le Messager des ténèbres (The Collector) (série TV)
- 2005 : Kojak (série TV)
- 2005 : DOS : Division des opérations spéciales (série TV)
- 2011 : XIII : La Série (série TV)
- 2017 : Embrassez l'esprit de Noël (Maggie's Christmas Miracle) (téléfilm)
- 2020 : Noël au château (Chateau Christmas) (téléfilm)
- 2021 : Un amour inévitable (It Was Always You) (téléfilm)

### comme monteur
- 1986 : Screwball Academy (TV)
- 1994 : Trust in Me
- 1994 : Le pouvoir de l'illusion (I Know My Son Is Alive) (TV)
- 1994 : Avalanche (TV)
- 1995 : Au-delà du réel ("The Outer Limits") (série télévisée)
- 1996 : Meurtres sur l'Iditarod (Murder on the Iditarod Trail) (TV)
- 1996 : Poltergeist : Les Aventuriers du surnaturel ("Poltergeist: The Legacy") (série télévisée)